# Villeneuve-le-Roi

Villeneuve-le-Roi este o comună în departamentul Val-de-Marne, Franța. În 2009 avea o populație de 18,495 de locuitori.